# Черёмушка (Иркутская область)
Черёмушка — деревня в Иркутском районе Иркутской области России. Входит в состав Ревякинского муниципального образования. Находится примерно в 45 км к северо-востоку от районного центра.

## Население
По данным Всероссийской переписи, в 2010 году в деревне проживали 494 человека (252 мужчины и 242 женщины).